# Строго хордальный граф
Неориентированный граф G называется строго хордальным, если он является хордальным и любой цикл чётной длины ({\displaystyle \geqslant 6}) в G имеет нечётную хорду, то есть ребро, которое соединяет две вершины цикла на нечётном расстоянии (>1) друг от друга.

## Описание
Строго хордальные графы имеют описание запрещёнными графами как графы, не содержащие пророждённого цикла длиной более трёх или n-солнца ({\displaystyle n\geqslant 3}) в качестве порождённого подграфа. n-Солнце — это хордальный граф с 2n вершинами, разделёнными на два подмножества {\displaystyle U=\{u_{1},u_{2},\dots \}} и {\displaystyle W=\{w_{1},w_{2},\dots \}} так, что каждая вершина wi из W имеет ровно два соседа, ui и {\displaystyle u_{(i+1)\mod n}}. n-Солнце не может быть строго хордальным, поскольку цикл {\displaystyle u_{1}w_{1}u_{2}w_{2}}… не имеет нечётных хорд.
Строго хордальные графы могут быть описаны как графы, имеющие строгий совершенный порядок исключения, порядок вершин, такой, что соседи любой вершины, которые идут в порядке позже, образуют клику, и такой, что для любых {\displaystyle i<j<k<l}, если i-ая вершина в порядке смежна с k-ой и l-ой вершиной, а j-ая и k-ая вершины смежны, то должны быть смежны и j-ая, и l-ая вершины.
Граф строго является хордальным тогда и только тогда, когда любой из его порождённых подграфов имеет простую вершину, то есть вершину, соседи которой линейно упорядочены по порядку включения. Также граф строго хордален тогда и только тогда, когда он хордален и любой цикл длины пять и более имеет 2-хордовый треугольник, то есть треугольник, образованный двумя хордами и ребром цикла.
Граф является строго хордальным тогда и только тогда, когда любой из его порождённых подграфов является двойственно хордальным графом.
Строго хордальные графы могут быть описаны в терминах числа полных подграфов, которым ребро принадлежит.
Ещё одно описание дано в статье Де Кариа и Макки.

## Распознавание
Можно определить, является ли граф строго хордальным, за полиномиальное время путём повторяемого поиска и удаления простой вершины. Если этот процесс исключает все вершины графа, граф должен быть строго хордален. В противном случае процесс не находит подграф без простой вершины и в этом случае исходный граф не может быть строго хордален. Для строго хордального графа порядок, в котором вершины удаляются в этом процессе, называется строгим совершенным порядком исключения.
Известны альтернативные алгоритмы, которые могут определить, является ли граф строго хордальным и, если да, построить строгий совершенный порядок исключения более эффективно, за время {\displaystyle O(\min(n^{2},(n+m)\log n))} для графа с n вершинами и m рёбрами.

## Подклассы
Важным подклассом (основанным на филогении) является класс k-листовых степеней, то есть графов, образованных из листьев дерева путём соединения двух листьев ребром, если расстояние в дереве не превосходит k. Листовая степень — это граф, являющийся k-листовой степенью для некоторого k.
Поскольку степени строго хордальных графов строго хордальны и деревья строго хордальны, отсюда следует, что листовые степени строго хордальны. Они образуют собственный подкласс строго хордальных графов, который, в свою очередь, включает кластерные графы как 2-листовые степени. Другим важным подклассом строго хордальных графов являются интервальные графы. В статье Бранштедта, Худта, Манчини и Вагнера показано, что интервальные графы и больший класс корневых ориентированных путей являются листовыми степенями.

## Алгоритмические проблемы
Поскольку строго хордальные графы одновременно хордальны и двойственно хордальны, различные NP-полные задачи, такие как задача о независимом множестве, задача о клике, раскраска, задача о кликовом покрытии, доминирующее множество и задача Штейнера о минимальном дереве могут быть решены эффективно для строго хордальных графов. Задача изоморфизма графов GI-полна для строго хордальных графов.
Поиск гамильтоновых циклов остаётся для строго хордальных расщепляемых графов NP-полной задачей.